# Colt 1903/1908 Pocket Hammerless

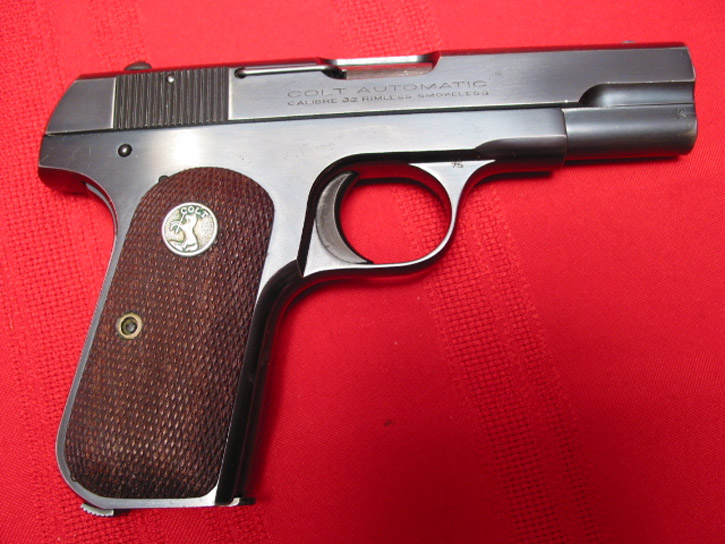
Colt 1903 Pocket Hammerless : face droite

Les modèles 1903/1908 Pocket Hammerless (pour arme de poche sans chien externe) sont des pistolets de défense lancés par Colt en 1903 et 1908. Ils ne diffèrent que par leur calibre et ont été produits jusqu'au début des années 1940.

## Présentation
Version réduite du Browning M1903, ces modèles compacts sont dus également à l'ingénieur John Moses Browning alors associé à la firme américaine. Ils fonctionnent comme le Browning mais tirent du 7,65 Browning (M1903) ou du 9 mm court (M1908). Le 9 mm court (baptisé .380 ACP) est d'ailleurs né avec le 1908. Le canon est raccourci en 1911 puis la sécurité mécanique améliorée dans les années 1920.
Ces armes connurent un grand succès commercial civil et militaire. Le M1903 équipa la Police municipale de la Concession française de Shanghai, l'Armée belge, la British Army (durant la Grande Guerre) puis l'OSS et le SOE lors de la Seconde Guerre mondiale. Quant au M1908, il fut distribué aux policiers chinois de la Concession internationale de Shanghai, à ceux du New York City Police Department et aux officiers supérieurs de l'US Army sous le nom de Colt model M.

## Données techniques
| Modèle           | Munition      | Longueur | Canon   | Masse de l'arme vide | Chargeur     |
| ---------------- | ------------- | -------- | ------- | -------------------- | ------------ |
| M1903 (av. 1911) | 7,65 Browning | 17,8 cm  | 10,1 cm | 672 g                | 8 cartouches |
| M1903 (standard) | 7,65 Browning | 17,1 cm  | 9,5 cm  | 660 g                | 8 cartouches |
| M1908 (av. 1911) | 9 mm Browning | 17,8 cm  | 10,1 cm | 650 g                | 7 cartouches |
| M1908 standard   | 9 mm Browning | 17,1 cm  | 9,5 cm  | 640 g                | 7 cartouches |

## Présence dans la fiction audiovisuelle et la littérature populaire
Le Pocket Hammerless est visible dans Key Largo, Sudden Impact et Le Diable en robe bleue. C'est l'arme de René Desfossé, agent du 2e Bureau à Shanghai pendant les années 1930 dans Le Music-hall des espions , opus 1 de La suite de Shanghai, de Bruno Birolli.
Dans la série télévisée Boardwalk Empire, James "Jimmy" Darmody dit posséder un Colt 1903, tout comme son compère Richard Harrow.